# وحيدات الخلية المبيضة البولسانونية
وحيدات الخلية المبيضة البولسانونية (الاسم العلمي: Candidimonas bauzanensis) هي نوع من البكتيريا، سلبية الغرام، تتبع جنس وحيدات الخلية المبيضة.